# Distrito Histórico de Zion Lodge
O Distrito Histórico de Zion Lodge circunda o alojamento rústico originalmente projetado por Gilbert Stanley Underwood no Parque Nacional de Zion. A pousada serviu como o centro de um grupo de cabanas, dormitórios para funcionários e edifícios de apoio que estão incluídos no distrito. Uma piscina e uma casa de banho foram demolidas em 1976. O distrito foi expandido em 1986 para incluir um antigo estúdio de fotografia projetado por Underwood e cabanas adicionais.
O complexo do Zion Lodge foi desenvolvido pela Utah Parks Company para fornecer hospedagem para turistas em Zion. A Utah Parks Company era de propriedade da Union Pacific Railroad, que havia desenvolvido um forte relacionamento com Underwood. Underwood projetou a maioria das estruturas na comunidade da pousada usando princípios de design rústico facilitados pelo National Park Service, um estilo que foi desenvolvido e promovido, em parte, pelo próprio Underwood.
O distrito possui em seu centro o Zion Lodge. O hotel de estilo rústico do Serviço de Parques Nacionais de Underwood pegou fogo em 1966 e foi substituído por uma estrutura pré-fabricada na mesma fundação. Uma reforma em 1990 adicionou elementos do design original de Underwood à estrutura de 1966. O distrito inclui:
- Dormitório Feminino Construído em 1927 segundo o projeto de Underwood, no estilo "pregos para fora" com estrutura de parede exposta fora do revestimento da parede. O edifício de um andar mede aproximadamente 36 pés (11 m) por 69 pés (21 m), com um telhado de quatro águas com estrutura de toras. A varanda de entrada apresenta pilares de pedra e construção de telhado de toras pesadas.
- Dormitório Masculino Construído em 1937 como uma versão ampliada do dormitório feminino de uma maneira simpática ao projeto original de Underwood. O edifício de um andar mede aproximadamente 36 pés (11 m) por 112 pés (34 m).
- Cabanas Standard Também conhecidas como "Pioneer Cabins" e "Frontier Cabins", construídas no estilo "pregos para fora" com uma expectativa de vida útil prevista de 20 anos. As cabanas standard foram construídas a partir de 1925. Na década de 1940, pequenas adições foram feitas para banheiros.
- Cabanas Ocidentais Também conhecidas como "Deluxe Cabins", as cabanas duplex e quadruplex são construídas de forma substancial com enormes pilares de pedra e lareiras e tetos de treliça de toras abertas. As paredes de enchimento são construídas no estilo "pregos para fora". Essas cabanas foram construídas a partir de 1927.[2]